# Deseret Book
Deseret Book é a maior editora dos Santos dos Últimos Dias, responsável por uma rede de livrarias mórmon no oeste dos Estados Unidos. A editora possui mais de 150 funcionários e 30 livrarias.  
De propriedade da Deseret Management Corporation, que pertence à Igreja de Jesus Cristo dos Santos dos Últimos Dias (popularmente conhecida como Igreja Mórmon ou SUD), a Deseret Book é gerido de forma independente, mas distribui os meios de comunicação de acordo com a doutrina da Igreja. Como editora, publica quatro marcas com a mídia desde a doutrina e ficção SUD, recursos eletrônicos e gravações de som, tais como álbuns do Coro do Tabernáculo Mórmon. Foi fundado em 1866.